# Paprotki (województwo zachodniopomorskie)
Paprotki (niem. Neu Parpart) – osada w Polsce położona w województwie zachodniopomorskim, w powiecie sławieńskim, w gminie Malechowo.
W latach 1975–1998 miejscowość administracyjnie należała do województwa koszalińskiego.